# Chatbot
Un chatbot (de multe ori cunoscut ca smartbot, talkbot, chatterbot, IM bot, interfață conversațională sau entitate artificială conversațională) este un program sau o formă de inteligență artificială care desfășoară conversații prin diferite metode precum analiză sau text. Astfel de programe sunt concepute de cele mai multe ori pentru a simula într-un mod realist comportamentul unui partener de conversație, trecând testul Turing. Chatboturile sunt folosite, de obicei, în sistemele de dialog pentru diferite scopuri practice, inclusiv servicii pentru clienți sau achiziții. Câteva chatboturi folosesc sisteme sofisticate de procesare a limbajului natural, însă multe dintre cele mai simple scanează cuvintele cheie, apoi oferă un răspuns cu un model asemănător de formulare dintr-o bază de date.
Termenul „ChatterBot” a fost, prima dată, creat de Michael Mauldin (creatorul primului Vertbot, Julia) în anul 1994 pentru a descrie programele de conversație. Astăzi, cele mai multe chatboturi sunt accesate prin intermediul asistenților virtuali, cum sunt Google Assistant sau Amazon Alexa, prin aplicații de mesagerie precum Facebook Messenger sau WeChat sau prin aplicații individuale. Chatboturile pot fi clasificate în mai multe categorii după utilitatea lor: pentru comerțul conversațional, analiză, educație, divertisment, jocuri, sănătate, călătorii, diverse utilități.

## Începuturi
În 1950, articolul faimosului Alan Turing, „Computing Machinery and Intelligence”, a fost publicat. Articolul propunea ceea ce se numește acum testul Turing drept criteriu al inteligenței. Acest criteriu depinde de capacitatea unui program de a intra cu un om într-o conversație în timp real, în așa fel încât omul să nu-și dea seama dacă vorbește cu un program sau cu o persoană. Notorietatea testului propus de Turing a stimulat un interes deosebit pentru programul ELIZA, al lui Joseph Weizenbaum, publicat în 1966, care părea să fie în stare să îi păcălească pe utilizatori să creadă că vorbeau cu un om adevărat.

## Dezvoltare
Primele chatboturi din istorie au fost ELIZA (1966) și PARRY (1972). Cele mai recente programe notabile sunt: A.L.I.C.E., Jabberwacky și D.U.D.E. În timp ce ELIZA și PARRY au fost folosite exclusiv pentru a simula o conversație tipărită, multe chatboturi includ acum funcții funcționale precum jocuri și abilități de căutare pe web. În 1984, a fost publicată cartea numită The Policeman's Beard is Half Constructed, despre care se presupune că a fost scrisă de Racter (un program pe computer), chiar dacă programul nu ar fi fost capabil să facă acest lucru.
Un domeniu pertinent al cercetării inteligenței artificiale este prelucrarea limbajului natural. De exemplu, A.L.I.C.E. folosește un limbaj numit AIML, care este specific funcției sale de agent de conversație și de atunci a fost adoptat de diferiți dezvoltatori de așa-numiți Alicebot. Cu toate acestea, A.L.I.C.E. este încă bazată exclusiv pe tehnici de potrivire a modelului, fără a fi capabilă să facă judecăți raționale. Această tehnică o folosea și ELIZA în 1966. Această formă de inteligență artificială (AI) nu este puternică deoarece AI-ul ar trebui să conțină abilități logice pe care omul le are.
Jabberwacky învață noi răspunsuri bazate pe interacțiunea în timp real cu interlocutorul, în loc să fie conduse dintr-o bază de date statică. Câteva dintre cele mai recente chatboturi combină, de asemenea, învățarea în timp real cu algoritmi evolutivi care optimizează capacitatea lor de a comunica în funcție de fiecare conversație deținută. Totuși, în prezent nu există o formă de inteligență artificială pentru o conversație generală, iar unii dezvoltatori de software se concentrează asupra aspectului practic, acela al preluării informației.
În toamna anului 2022, OpenAI a lansat chatbotul său ChatGPT, bazat pe modelul GPT-3. ChatGPT a fost unul dintre cele mai avansate chatboturi la momentul lansării și este considerat un pas important în dezvoltarea sistemelor de inteligență artificială conversaționale. Modelul a fost instruit pe volume uriașe de texte și conversații și, prin urmare, poate comunica cu utilizatorii într-un mod natural și uman și este capabil să răspundă la întrebări pe o gamă largă de subiecte.

## Aplicații

### Aplicații de mesagerie
Multe companii de chatbot rulează prin aplicații de mesagerie precum Facebook Messenger (din 2016), WeChat (din 2013), WhatsApp, LiveChat, Kik, Line, Telegram, sau chiar prin SMS. Aceste chatboturi sunt folosite pentru serviciul de clienți (business-to-customer), vânzări și marketing.
În 2016, Mark Zuckerberg anunța lansarea platformei Facebook Messenger, un nou serviciu care permitea afacerilor de toate dimensiunile să construiască chatbot în Facebook Messenger. În primele 6 luni au fost create 30.000 de chatboturi, iar până în septembrie 2017, numărul lor a ajuns la 100.000.
Companii aviatice precum KLM și Aeromexico au anunțat participarea lor la programul de testare al serviciului de relații cu clienții oferit de platforma Facebook Messenger.
Chatboturile apar de obicei ca o persoană de contact, dar uneori pot acționa ca participanți la un grup de chat.
Multe bănci, companii de asigurări, companii media, companii de comerț electronic, companii aeriene, lanțuri de hoteluri, furnizori de servicii medicale, lanțuri de restaurante au folosit chatbot pentru a răspunde la întrebările clienților.
Un studiu realizat în 2017 a arătat că 4% dintre companii folosesc chatbot. Conform unui studiu din 2016, 80% dintre companii au declarat că intenționează să aibă un chatbot până în anul 2020.

### Platforme interne de mesagerie
Alte companii explorează modalități în care pot utiliza chatboturi intern, de exemplu pentru asistență a clienților sau resurse umane. Overstock.com a lansat, la un moment dat, un chatbot numit Mila pentru automatizarea anumitor procese simple, dar consumatoare de timp pentru tipărirea cererii de concediu medical. Alte companii mari utilizează acum asistenți online automatizați, în loc să folosească call center.

## Platforme de construcție
Procesul de construcție, testare și implementare a chatboturilor se poate face pe platforme de dezvoltare bazate chatbot bazate pe cloud, cum ar fi platforma Oracle Cloud și IBM Watson. Aceste platforme oferă procesare a limbajului natural și inteligență artificială pentru dezvoltarea chatbotului.